# Annette Haven
Annette Haven (Las Vegas, 1 de dezembro de 1954) é uma ex-atriz pornográfica norte-americana popular durante as décadas de 1970 e 1980.

## Prêmios
- AVN Hall of Fame — introduzida[4]
- XRCO Hall of Fame — introduzida[5]